# Stretto di Akashi

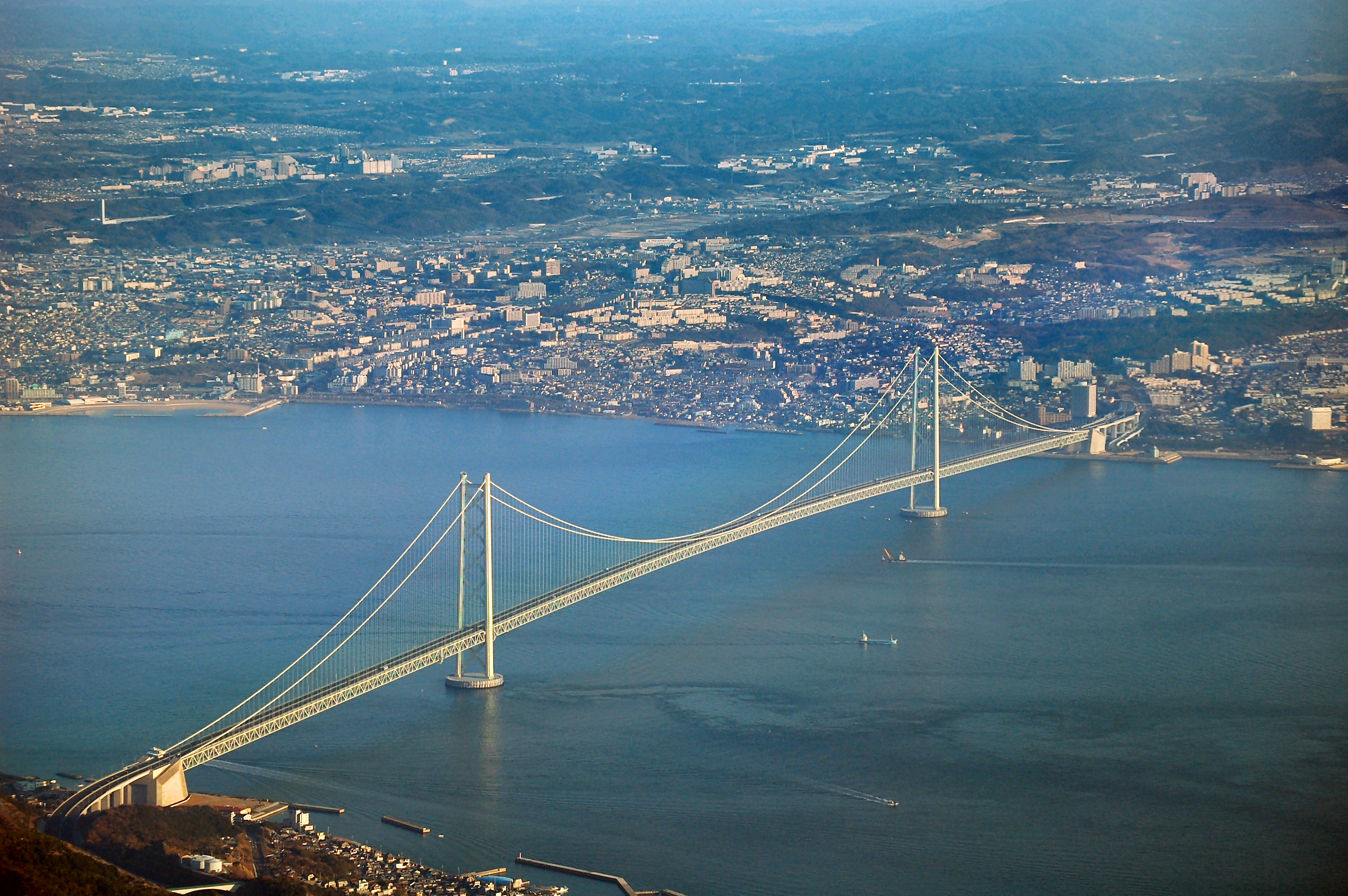
Il ponte di Akashi Kaikyō sullo stretto di Akashi.

Lo stretto di Akashi (明石海峡?, Akashi Kaikyō), è uno stretto del Giappone. È situato all'estremità settentrionale dell'isola Awaji che separa dalla città di Kōbe nell'isola di Honshū. Collega il Mare di Harima a ovest con la baia di Osaka a est, entrambe comprese nel Mare interno di Seto. 
L'isola Awaji e la città di Kōbe sono collegate dal ponte di Akashi Kaikyō, al 2025 è secondo ponte sospeso più lungo del mondo.